# 西日本鉄道のダイヤ改正
西日本鉄道のダイヤ改正（にしにっぽんてつどうのダイヤかいせい）では、西日本鉄道（西鉄）の鉄道線において実施された歴代のダイヤ改正について、天神大牟田線（旧・大牟田線）系統と貝塚線（旧・宮地岳線）系統に分けて述べる。
なお、既に廃止された軌道線の北九州線（同線と相互直通運転をしていた系列の筑豊電気鉄道を含む）および、福岡市内線の各路線群ならびに大牟田市内線と、同じく既廃である鉄道線の福島線と大川線のダイヤ改正内容については省略している。
特急列車については、西鉄特急も参照。

## 天神大牟田線（旧・大牟田線）
天神大牟田線の支線区のダイヤ改正についても、本節で一括して記述する。

### 戦後-1950年代

#### 1948年11月21日
甘木線の列車の久留米までの直通運転を開始。

#### 1951年11月1日
1形のうち12両が4両固定編成化されたことにより、急行の4両編成での運転を開始。

#### 1954年4月1日
急行を増発したほか、朝ラッシュ時に太宰府発福岡行きの太宰府線・大牟田線直通列車を運行開始した。

#### 1954年12月1日
昼間の急行が500形・600形による60分間隔での運行となった。最高速度が75km/hから85km/hに引き上げられ、急行の福岡 - 大牟田間の所要時間は82分に短縮された。

#### 1956年12月1日
ローカル急行を新設。ローカル急行の停車駅は既存の急行の停車駅のほか二日市・小郡・宮の陣と久留米以南の各駅。福岡 - 久留米間においては急行とローカル急行を合わせて30分間隔での運行となる。代替として準急が削減され朝ラッシュ時のみの運行となった。

#### 1957年2月11日
福岡 - 太宰府間の太宰府線との終日直通運転が開始された 。

#### 1957年5月1日
新形式の1000形4両編成2本が急行での運用を開始した。

#### 1957年10月1日
ローカル急行を増発し、朝ラッシュ時には10分間隔での運行となった。それにより朝ラッシュ時に二日市に急行が停車するようになり、二日市を通過する急行は、夕ラッシュ時の下りのみとなった。

#### 1958年4月1日
朝夕ラッシュ時に福岡 - 久留米間の急行を1本増発し、大牟田行きの急行の最終電車を21時に、久留米行きの急行の最終電車を22時にそれぞれ繰り下げた。また、急行全列車が二日市に停車するようになり、準急を廃止した。

#### 1958年12月25日
夕ラッシュ時の急行を増発。急行用1000形はさらに3編成が増備されて4両編成5本となり、福岡 - 大牟田間の急行を全て1000形に置き換えた。また、ラッシュ時に甘木線直通列車を3両編成に増結。

#### 1959年5月1日
福岡 - 大牟田間運転の急行を特急に変更し、特急の運転を開始。特急の停車駅は福岡・二日市・久留米・柳河・栄町・大牟田。福岡 - 大牟田間における特急の所要時間は急行時代の82分から75分に短縮された。また、ローカル急行は急行に変更された。

### 1960年代

#### 1960年5月1日
特急の最高速度を90km/hから95km/hに引き上げ、福岡 - 大牟田間の所要時間が70分に短縮された。
福岡 - 久留米間における急行の所要時間は39分に短縮され、昼間時では久留米での折り返しとなった。

#### 1961年6月21日
福岡 - 大牟田間を通しで運行する急行を新設。停車駅は福岡・二日市・小郡・宮の陣・久留米・柳河・栄町・大牟田で、久留米以南の停車駅は特急と同一。

#### 1961年11月1日
300形の一部が中間電動車を組み込み3両固定編成化され、ラッシュ時の特急を5両編成に増結。

#### 1962年9月24日
急行を5両編成に増結。

#### 1963年9月1日
- 急行の増発[3]。
- ラッシュ時に甘木線直通列車を4両編成に増結[1]。

#### 1965年10月20日
急行を6両編成に増結。

#### 1966年10月1日
特急を増発し、30分間隔での運行となる。また急行も増発され、福岡 - 久留米間では特急・急行合わせて15分間隔での運行となる。

#### 1969年3月1日
久留米駅の高架化完成と、最高速度が90km/hから95km/hに引き上げられたことに伴うダイヤ改正。
福岡 - 大牟田間の特急の所要時間が70分から65分に、福岡 - 久留米間の急行の所要時間が39分から35分に短縮された。急行が朝倉街道に停車するようになり、甘木・杷木・日田方面のバスとの接続が図られる。この改正により200形は甘木線乗り入れ列車を除き大牟田線では使用されなくなった。

### 1970年代

#### 1971年3月1日
朝倉街道駅 - 筑紫駅間に桜台駅を新設。

#### 1971年5月15日
急行2本を増発 。

#### 1973年5月10日
特急に2000形を導入し、昼間時の特急が全て6両編成で運行されるようになる。

#### 1974年5月20日
- 急行を1本増発[5]。
- 二日市～小郡間の普通が15分～30分間隔での運行となる[5]。
- 特急を全て2000形に置き換え、昼間時の特急・急行が全て冷房化される[7]。

#### 1978年3月3日
平尾 - 大橋間の連続立体交差事業が完成し西鉄平尾・高宮・大橋の3駅が高架化され、急行が朝ラッシュ時の上りを除き大橋に停車するようになった。

### 1980年代

#### 1983年3月26日
最高時速が時速95kmから時速100kmに引き上げられ、福岡～大牟田間の特急の所要時間が60分に短縮されたほか、急行が春日原に停車するようになる。

#### 1987年3月25日
朝ラッシュ時における上りの急行を増発し、夕ラッシュ時における上りの急行の増発と深夜ダイヤの改善。

#### 1988年3月29日
福岡23時発の急行を新設。

#### 1989年3月1日
- 特急に8000形を導入[11]。
- 早朝に福岡発筑紫行きの急行を1本・23時台に急行を1本を増発し、福岡発の最終普通の時刻を繰り下げ[11]。

#### 1989年9月1日
朝ラッシュ時の上りを除き急行が下大利に停車するようになったほか、朝ラッシュ時の下りの急行を7両に増結した。

#### 1989年10月1日
甘木線において、ワンマン運転を開始 。

### 1990年代

#### 1991年3月27日
早朝時と深夜時におけるダイヤの改善。

#### 1992年3月25日
津古 - 三沢間に三国が丘駅が開業したほか、朝ラッシュ時の上りの急行2本を8両に増結。

#### 1993年8月28日
- 朝ラッシュ時における久留米以南発の急行を2本から4本に増発し、8両に増結[13]。
- 6000形の導入により、普通を長編成化[13]。

#### 1995年3月25日
福岡 - 平尾間の連続立体交差事業が完成し薬院駅が高架化され、特急・急行全列車が薬院に停車するようになった。
- 朝ラッシュ時における上りの普通を7両に増結[14]。
- 夕ラッシュ時において、特急を7両に、急行を6両にそれぞれ増結[14]。

#### 1997年9月27日
- 朝ラッシュ時に急行1本、普通2本を増発[15]。
- 急行が筑紫に停車するようになる[15]。
- 昼間時に福岡 - 小郡間（筑紫以南は各駅停車）の急行を新設[15]。昼間は急行が毎時4本の運行となる。
- 宮の陣における急行と甘木線との接続の改善[15]。
- 深夜ダイヤの改善と久留米～大牟田間のスピードアップの実施[15]。

#### 1999年4月24日
朝ラッシュ時に上りの急行5本が下大利、春日原、大橋に停車するようになる。

### 2000年代

#### 2001年1月20日
朝ラッシュ時に全ての上りの急行が下大利、春日原、大橋に停車するようになり、上りの急行2本が快速急行に変更。

#### 2001年11月10日
甘木線列車の運行区間を従来の甘木 - 花畑間から甘木 - 大牟田間に拡大し、花畑 - 大牟田間でのワンマン運転を開始。これにより従来福岡 - 大牟田間で運行していた普通は福岡 - 大善寺間の運行に短縮される。また、大善寺で特急・急行と普通が緩急接続する為に、特急が大善寺に停車するようになる。

#### 2004年10月17日
西鉄久留米 - 試験場前間の連続立体交差事業（花畑駅・試験場前駅の高架化）が完成したことによるダイヤ改正が行われ、特急・急行全列車が花畑に停車するようになった。

#### 2005年11月13日
試験場前(現聖マリア病院前)発の始発列車の増発 。

#### 2008年3月25日
- 車両のブレーキ増圧・車輪形状変更などの110km/h走行対応化が実施されたことにより、最高速度を100km/hから110km/hに引き上げ。これにより福岡 - 大牟田間の特急の所要時間が62分から58分に短縮[18]。
- ラッシュ時の二日市発の普通1本を急行に、早朝の普通を急行にそれぞれ格上げ[18]。
- 筑紫発福岡行きの急行1本を花畑発に変更 [18]。

### 2010年代

#### 2010年3月27日
- 西鉄二日市 - 朝倉街道間に紫駅が開業。
- 朝ラッシュ時に上り方向に運行していた快速急行と、夕ラッシュ時に下り方向に運行していた直行を廃止。
- 最長編成を8両編成から7両編成に短縮。

#### 2012年3月25日
- 急行が三国が丘に停車。

#### 2014年3月22日
- 8000形8051Fを改造した専用車両を使用する太宰府観光列車「旅人－たびと－」を新設。太宰府線の一部の列車が「旅人」による運行となる。
- 午前中に福岡発太宰府行きの急行を新設。うち1本は「旅人」編成が使用される。

#### 2017年8月26日
- 特急が大橋に停車[19]。
- 朝ラッシュ時と夜間時において、特急を増発[20]。

#### 2019年3月23日
- 早朝時において、列車種別の変更、発車時刻の変更、急行と普通との接続の改善を実施[21]。
- 甘木線において、最終列車の運行時刻の繰り上げと甘木行きから北野行きに短縮[22]。

### 2020年代

#### 2021年3月13日
新型コロナウィルス感染拡大による社会変化に伴うダイヤ改正。
- 終電の繰り上げ[23]。
- 平日昼間時において、福岡 - 小郡間の急行の運行を取りやめ、福岡 - 大牟田間の特急を急行に変更[24]。

#### 2024年3月16日
桜並木駅の開業と、新型コロナウイルスによる行動制限の緩和を受けたダイヤ改正。
- 雑餉隈駅 - 春日原駅間に桜並木駅が開業（普通のみ停車）。
- 平日昼間時における福岡 - 大牟田間の急行を特急に戻す[25]。平日昼間時の福岡 - 小郡間の急行も運行再開。
- 特急が全列車とも春日原に停車[26]。
- 朝ラッシュ時において、上りの急行が高宮、西鉄平尾に停車[27]。

## 貝塚線（旧・宮地岳線）

### 1980年代

#### 1980年9月1日
- 2両編成によるワンマン運転が開始される[28]。

#### 1986年11月1日
地下鉄2号線の貝塚までの延伸開業に見据えてのダイヤ改正。
- 貝塚～香椎花園前間の折り返し列車が三苫までに延長され、香椎花園前～三苫間の運行間隔が13分から6.5分での間隔に変更された[29]。
- 3両編成によるワンマン運転が開始される[30]。
- 唐の原駅が開業した[29]。

#### 1989年3月23日
新型ATSの導入に伴うダイヤ改正
- スピードアップを実施し、所要時間の短縮を図った[29]。
- 列車の増発[29]。

### 1990年代

#### 1990年12月1日
貝塚発の最終列車の発車時刻の繰り下げを実施し、列車の増発と地下鉄箱崎線との乗り継ぎの改善を実施。

#### 1998年3月21日
- 土曜・休日ダイヤの導入。

### 2000年代

#### 2003年3月15日
- 終電の発車時刻を40分繰り下げた[31]。

#### 2007年4月1日
部分廃止に伴うダイヤ改正。
- 西鉄新宮駅 - 津屋崎駅間を廃止、残存区間を貝塚線に改称。
- 運行間隔を平日ラッシュ時は10分間隔、それ以外は15分間隔とする。